# Музей „Франческо Фаа ди Бруно“ (Торино)
Музей „Франческо Фаа ди Бруно“ (на италиански: Museo Francesco Faà di Bruno) е безплатен образователен музей в град Торино, Северна Италия.
Посветен е на италианския математик, военен и свещеник Франческо Фаа ди Бруно, беатифициран от папа Йоан Павел II на 25 септември 1988 г. Макар и да не е канонизиран, Фаа ди Бруно е считан за един от торинските „Социални светци“ – група религиозни лица и миряни от Торино от периода 19 – 20 век, които се посвещават на благотворителни и социални дейности в града.

## Описание
Музеят се състои от оригиналния апартамент на Фаа ди Бруно и от неговите лични предмети и работни инструменти, използвани в различните му дейности като университетски преподавател, математик и учен.
Част е от комплекса сгради в торинския квартал „Борго Сан Донато“ между улиците Le Chiuse, San Donato, Vagnone и Principi d’Acaja. В комплекса освен музеят влизат Пансионът „Сан Джузепе“, Институтът на монахините – минималистки на нашата Господарка на добрите дела (Minime di Nostra Signora del Suffragio), Училищният институт „Франческо Фаа ди Бруно“ и Учебният център „Франческо Фаа ди Бруно“ с богатата си библиотека.

## Зали
Зала 1: Описателни панели с информация за света на Франческо Фаа ди Бруно: семейство, младежки години, военна кариера, следване и част от социалните му дейности, свещеничество.
Зала 2: Други негови социални инициативи и проектът му за църквата „Нашата господарка на добрите дела и Света Дзита“ (Chiesa di Nostra Signora del Suffragio e Santa Zita) в Торино с прилежащата ѝ камбанария.
Зала 3: По-техническа и научна част на музея с първи примери за фотографско оборудване (комплект инструменти за проявяване на сребърните плочи на дагеротипа, слайд проектор) и други инструменти, използвани в печатницата на института.
Зала 4: Богата колекция от научни апарати, използвани и за обучение на студентите му, и някои от изобретенията на учения: бюро за хора със зрителни увреждания, електрически будилник, фазоскоп, елипсограф, диференциален барометър. Забележително е присъствието на един от двата известни примера на Телескоп на Фуко в света.
Зала 5: Семеен хол, с който започва апартаментът, в който е живял и работил Фаа ди Бурно.
Зала 6: Частен кабинет с богатата научна библиотека, където Франческо Фаа ди Бруно създава всичките си научни трудове.
Зала 7: Спалнята на Фаа ди Бруно и стаичката му за молитва.
Зала 8: Богат набор от фино бродирани свещенически одежди, потири, требници и част от реликвите, събрани от него през живота му.
Зала 9: Информация за процеса и свидетелствата, довели до беатификацията на Франческо Фаа ди Бруно.
Зала на часовника: открита през март 2016 г. на приземния етаж на института, тя съхранява оригиналния механизъм с френска изработка от предпоследния етаж на църковната камбанария, където към 2020 г. са видими четирите големи циферблата на часовника. Фаа ди Бруно прави строителните изчисления и следи изграждането на камбанарията на църквата „Нашата господарка на добрите дела и Света Дзита“ в Торино, известна и като църквата на Света Дзита. С нейната височина от 83 м в онзи период тя е втората най-висока сграда в града след Моле Антонелиана. Причината, поради която Фаа ди Бруно се заема с работата, е социална: той иска работниците и работничките в града да не бъдат мамени за работното им време, като изчислява, че часовник с диаметър 2 метра, поставен върху различните лица на камбанарията, би бил видим в голяма част от Торино и свободно достъпен за всички.